# Liste der Flughäfen in Marokko

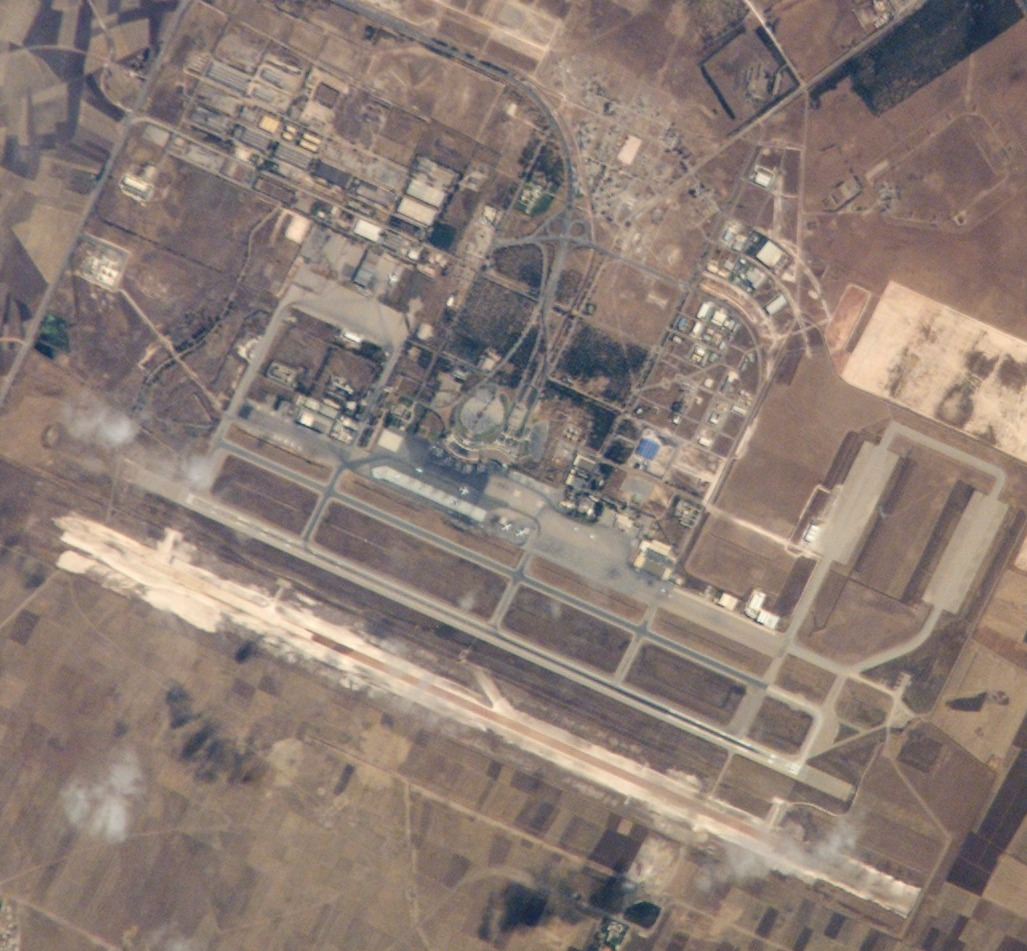
Flughafen Casablanca

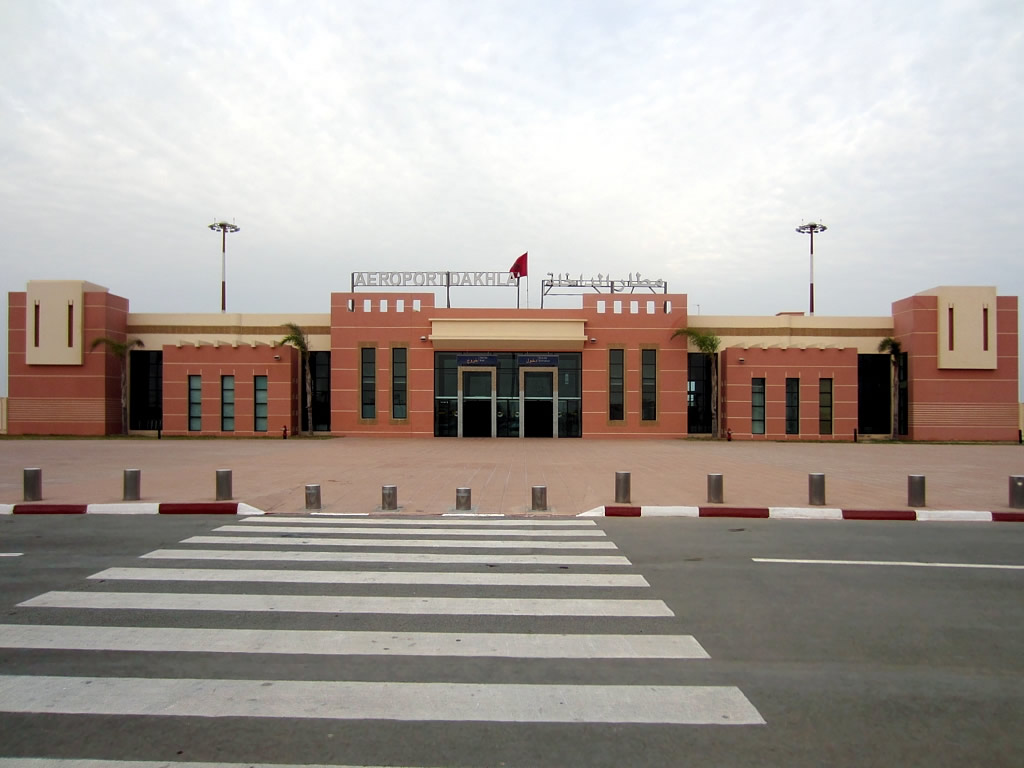
Flughafen Dakhla

Dies ist eine Liste der Zivilflughäfen in Marokko, alphabetisch sortiert nach Orten:
| Ort        | ICAO-Code | IATA-Code | Name des Flughafens           | Passagiere (2023) |
| ---------- | --------- | --------- | ----------------------------- | ----------------- |
| Ad-Dakhla  | GSVO/GMMH | VIL       | Flughafen Dakhla              | 234.831           |
| Al Hoceima | GMTA      | AHU       | Flughafen Al Hoceima          | 101.126           |
| Agadir     | GMAD      | AGA       | Flughafen Al Massira          | 2.304.045         |
| Benslimane | GMMB      | GMD       | Flughafen Benslimane          | 754               |
| Casablanca | GMMN      | CMN       | Flughafen Casablanca          | 9.790.914         |
| El Aaiún   | GSAI/GMML | EUN       | Flughafen El Aaiun Hassan I   | 254.768           |
| Errachidia | GMFK      | ERH       | Flughafen Moulay Ali Cherif   | 69.114            |
| Essaouira  | GMMI      | ESU       | Flughafen Essaouira           | 180.302           |
| Fès        | GMFF      | FEZ       | Flughafen Fès-Saïss           | 1.724.067         |
| Guelmim    | GMAG      | GLN       | Flughafen Guelmim             | 29.403            |
| Marrakesch | GMMX      | RAK       | Flughafen Marrakesch-Menara   | 6.903.964         |
| Nador      | GMMW      | NDR       | Flughafen Nador               | 1.025.652         |
| Ouarzazate | GMMZ      | OZZ       | Flughafen Ouarzazate          | 138.454           |
| Oujda      | GMFO      | OUD       | Flughafen Oujda-Angads        | 938.058           |
| Rabat      | GMME      | RBA       | Flughafen Rabat-Salé          | 1.201.676         |
| Tanger     | GMTT      | TNG       | Flughafen Tanger-Boukhalef    | 1.913.698         |
| Tan-Tan    | GMAT      | TTA       | Flughafen Tan-Tan             | 14.022            |
| Tetouan    | GMTN      | TTU       | Flughafen Tetouan Sania Ramel | 253.552           |
| Zagora     | GMAZ      | OZG       | Flughafen Zagora              | 12.848            |

Bedeutendster internationaler Flughafen ist Casablanca; der für den Tourismus wichtigste Flughafen ist Agadir. Führende Airline ist die staatliche Royal Air Maroc. Des Weiteren gibt es Flughäfen in:
- Tit-Mellil (GMMT/CAS)
- Ifrane (GMFI/-)
- Beni-Mellal (GMMD/BEM)
- Taza (GMFZ/-)
- Bouarfa (GMFB/UAR)
- Taroudannt (GMMO/-)

Betrieben werden die Flughäfen durch die Office National des Aéroports (ONDA).